# Daniel Martin Eckhart

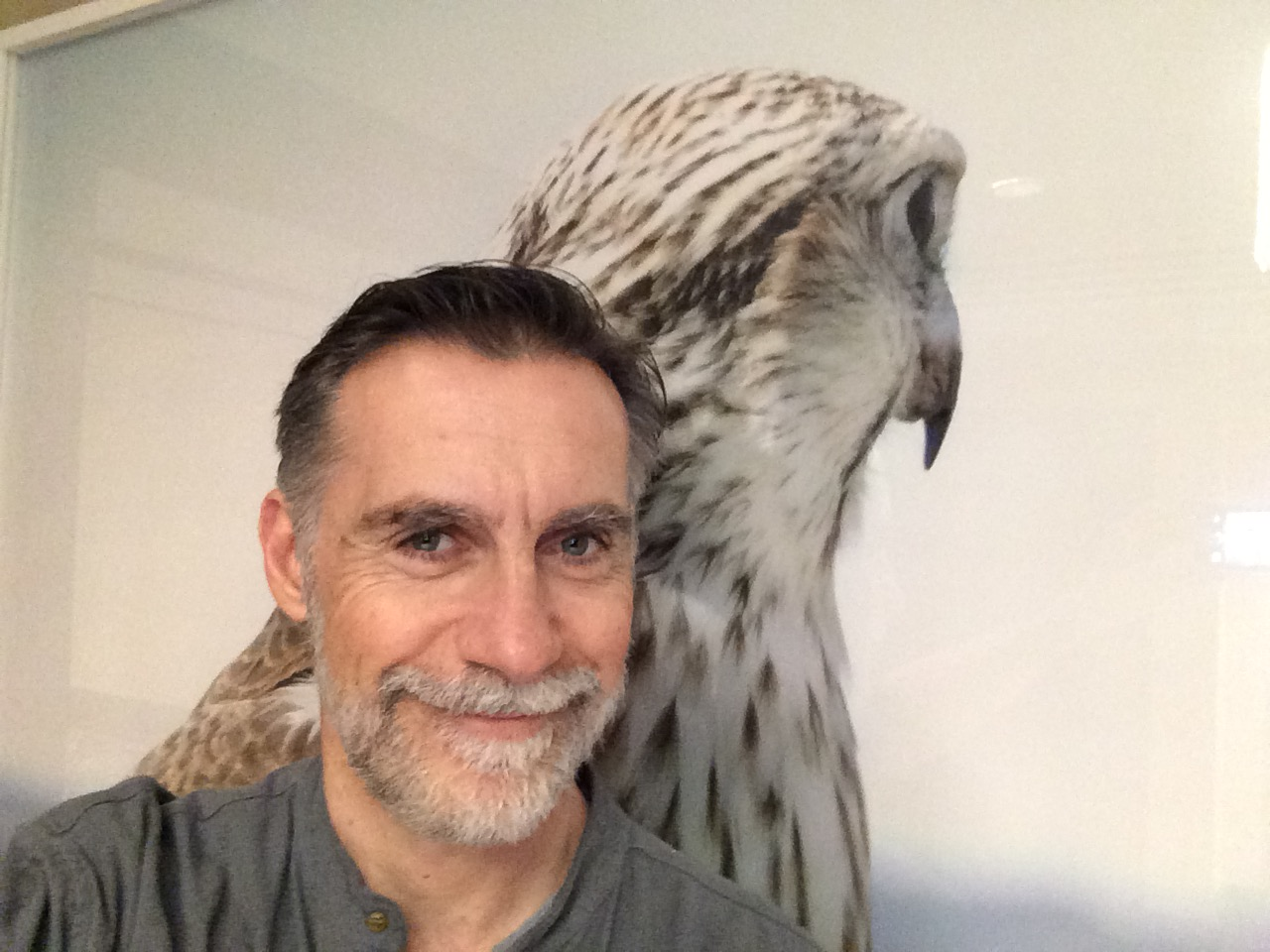
Daniel Martin Eckhart, 2015

Daniel Martin Eckhart (* 9. Dezember 1962 in St. Gallen, Schweiz) ist ein Schweizer Grimme-Preis-nominierter Drehbuchautor und Schriftsteller. Er ist der Autor Romane The Champ, Barnaby Smith, Home, Tales of Wychwood, The Sweet-Maker of Connemara und Quintus Hopper of Nevada.
Nach Abschluss des schweizerischen Militärdienstes trat Eckhart der Päpstlichen Schweizergarde im Vatikan bei. Er beschützte das Leben von Papst Johannes Paul II. für zwei Jahre, von 1983 bis 1985. Eckhart arbeitete danach für die Vereinten Nationen: 1985 als Sicherheitsbeamter für die Generalversammlung und von 1986 bis 1990 als Field Service Officer in Israel, Libanon, Iran und Irak.
Eckhart begann seine Drehbuchkarriere während er in New York an der Neighborhood Playhouse School of the Theatre Schauspielerei studierte (1990–1992). Nach dreizehn Jahren im Ausland kehrte er 1995 in die Schweiz zurück. Er schreibt für Kino und Fernsehen, Episoden für zwei deutsche Fernsehserien, Die Cleveren und GSG9 – Die Elite-Einheit. Er hat drei Filme der Tatort-Reihe geschrieben (Ein mörderisches Märchen, Schöner Sterben, Grosse Liebe), sowie zwei Romane des schottischen Autors Craig Russell adaptiert (Wolfsfährte, Blutadler).

## Filmografie
- 2001: Tatort – Ein mörderisches Märchen[1], Regie: Manuel Siebenmann
- 2002: Die Cleveren – Reine Welt, Regie: Axel de Roche
- 2003: Die Cleveren – Blutsbande, Regie: Axel de Roche
- 2003: Tatort – Schöner sterben, Regie: Didi Danquart
- 2004: Tatort – Grosse Liebe[2], Regie: Manuel Siebenmann
- 2007: GSG9 – Die Elite-Einheit –  Abgewiesen, Regie: Hans-Günther Bücking
- 2010: Wolfsfährte, Regie: Urs Egger
- 2011: Halloween Kid[3] (Kurzfilm; als Executive Producer)
- 2012: Blutadler, Regie: Nils Willbrandt
- 2013: Fled (Kurzfilm; als Executive Producer)